# سکینه اسماعیلوا
سکینه اسماعیلوا (ترکی آذربایجانی: Səkinə Qulu qızı İsmayılova; ۲۴ فوریهٔ ۱۹۵۶ –) آوازخوان، خواننده موسیقی مقامی آذربایجانی و دریافت کننده لقب افتخاری هنرمند خلق آذربایجان است.

## زندگی‌نامه
سکینه اسماعیلوا در ۲۴ فوریه سال ۱۹۵۶ به دنیا آمد. وی ابتدا در مدرسه موسیقی آصف زینالی تحصیل گرفت. سپس در دانشگاه دولتی فرهنگ و هنر آذربایجان به تحصیلات خود ادامه داد. سکینه اسماعیلوا اولین خواننده زنی است که موسیقی مقامی را با همراهی دف آواز خوانده است. وی برای اولین بار یک گروه سه نفره موسیقی را که متشکل از زنان بود، ایجاد کرد و در سال‌های اخیر به همراه این گروه در چندین کشور خارجی روی صحنه رفت.
سکینه اسماعیلوا هم‌اکنون دانشیار دانشگاه دولتی فرهنگ و هنر آذربایجان و کنسرواتوار ملی جمهوری آذربایجان است.

## جوایز
- هنرمند افتخاری جمهوری سوسیالیستی آذربایجان شوروی
- هنرمند خلق آذربایجان — ۱۸ نوامبر 1992[۲]
- نشان شهرت — ۲۴ فوریه 2016[۳]